# Перя-Кільпісарет
Перя́-Кільпісаре́т (рос. Перя-Кильписарет) — група невеликих островів у Ладозькому озері. Відносяться до Західних Ладозьких шхер. Територіально належать до Лахденпохського району Карелії, Росія.
Острови розташовані на південний схід від островів Кільпісарет, є ніби їхнім продовженням. Група складається з 3 дрібних островів.
| Росія | Це незавершена стаття з географії Росії. Ви можете допомогти проєкту, виправивши або дописавши її. |